# روسال
روسال (به انگلیسی: Rusal) شرکت آلومینیوم‌سازی روسی است، که به‌عنوان دومین تولید کننده آلومینیوم جهان شناخته می‌شود و بیش از ۹ درصد از آلومینیوم اولیه و در حدود ۹ درصد از آلومینا جهان را تولید می‌کند. 
شرکت روسال در سال ۲۰۰۷ پس از ادغام شرکت آلومینیوم روسیه، شرکت سوآل و دارایی‌های بخش تولید آلومینای شرکت سوئیسی؛ گلنکور تأسیس شد. شرکت روسال در ۱۹ کشور دارای فعالیت است و شمار کارکنان آن بیش از ۷۲ هزار نفر می‌باشد.
دفتر مرکزی این شرکت در شهر مسکو قرار دارد و مرکز مالی و دفتر بین‌المللی آن نیز در نیوجرسی، ایالات متحده آمریکا مستقر می‌باشد. بخشی از سهام شرکت روسال در بازارهای بورس مسکو، بورس یورونکست و بورس هنگ کنگ دادوستد می‌شود.